# Burntisland
Burntisland – miasto we wschodniej Szkocji, w hrabstwie Fife, położone na północnym brzegu zatoki Firth of Forth. W 2011 roku liczyło 6269 mieszkańców.

## Historia
Miasto zlokalizowane jest nad naturalną przystanią, która stanowiła dogodne miejsce do przeprawy przez zatokę Firth of Forth. W 83 r. lądowali tu żołnierze rzymscy pod dowództwem Juliusza Agrykoli, biorący udział w kampanii mającej na celu podbój północnej Szkocji.
W 1119 roku wzniesiony został tu zamek Rossend Castle, w 1130 roku przekazany wraz z okolicami pod władanie opatów Dunfermline. Mnisi władali tymi ziemiami do czasu szkockiej reformacji w połowie XVI wieku.
W 1651 roku, podczas III angielskiej wojny domowej, miasto zajęte zostało przez wojska Olivera Cromwella, który zarządził rozbudowę tutejszego portu, stanowiącego zaplecze logistyczne dla jego inwazji na Szkocję. Burntisland było wówczas jednym z głównych portów na wschodnim wybrzeżu Szkocji, skąd wypływały promy do położonego na przeciwnym brzegu zatoki Newhaven (obecnie część Edynburga).
W 1850 roku między Burntisland a Granton rozpoczął kursowanie pierwszy na świecie prom typu ro-ro, wykorzystywany do przewozu pociągów towarowych na trasie z Dundee i Aberdeen do reszty kraju. Promy kolejowe funkcjonowały do 1890 roku, kiedy to straciły rację bytu wraz z otwarciem mostu Forth Bridge.
W XIX i XX wieku w Burntisland rozwinął się przemysł stoczniowy, który funkcjonował do 1969 roku. W latach 1913–2002 działała tu huta aluminium. Od drugiej połowy XX wieku miasto jest ośrodkiem produkcji osprzętu dla platform wiertniczych.